# Collar antiparasitari

Geraniol, un efectiu repel·lent d'insectes, emprat en certs collars.

Els collars antiparasitaris per als animals de companyia, són un uns collars impregnats amb productes químics repel·lents (p.e. el Geraniol), que es posen al coll de les mascotes (particularment, gats i gossos) per allunyar als paràsits, com puces i paparres o fins i tot davant del perill de leishmaniosi.

## Actuació
Aquests collars alliberen de manera lenta i controlada productes químics que mantenen els paràsits lluny dels animals i el seu entorn durant alguns temps, fins que perden la seva efectivitat i han de ser reemplaçats per uns de nous. També hi han collars amb repel·lents naturals com l'azadirachta indica, sense productes químics afegits, per als animals més sensibles.